# Ромалло
Ромалло (італ. Romallo) — муніципалітет в Італії, у регіоні Трентіно-Альто-Адідже,  провінція Тренто.
Ромалло розташоване на відстані близько 520 км на північ від Рима, 38 км на північ від Тренто.
Населення — 621 особа (2014).
Щорічний фестиваль відбувається 28 квітня. Покровитель — San Vitale.

## Демографія
Населення за роками:

Станом на 31 грудня 2014 року в муніципалітеті офіційно проживало 66 іноземців з 10 країн, серед них 48 громадян країн Євросоюзу та 5 громадян України.

## Сусідні муніципалітети
- Клоц
- Дамбель
- Рево
- Санцено